# Потік Сорока
Поті́к Соро́ка (Сорока), Самець — річка в Україні, в межах Городоцького району Хмельницької області. Права притока Смотричу (басейн Дністра).

## Опис
Довжина 22 км. Площа водозбірного басейну 141 км². Долина переважно неширока і глибока. Річище слабозвивисте. Є кілька ставків.

## Розташування
Потік Сорока бере початок на північ від села Олександрівка. Тече переважно на південний схід, у пригирловій частині — на схід і північний схід. Впадає до Смотричу біля села Бедриківці.

## Притоки
Тиша (права), Вітка (ліва).